# 最終戦争シリーズ
『最終戦争シリーズ』（アーマゲドンシリーズ）は、山田ミネコによる日本の漫画。
山田ミネコが約30年にわたって描き続けてきたシリーズで、人類の経験した最終戦争、そこからの立ち直りと、それにまつわる裏の存在との戦いを主軸に、多くの短編とその他長編から成っており、さらにそれら異界の存在とのやりとりに関する複数の外伝から成る。『花とゆめ』（白泉社）、『LaLa』（同）、『デュオ』（朝日ソノラマ）、『リュウ』（徳間書店）、『プリンセスGOLD』（秋田書店）等、多くの雑誌で連載されていた。
近年では作者の体調不良に伴い、主な活動を同人誌に移動している。

## ストーリー
西暦紀元2296年10月、最終戦争勃発。地殻変動兵器「メビウス」による直接攻撃を受けた都市数万、さらに誘発された地殻変動により、地球上のあらゆる場所で地震・マグマの噴出、海底隆起、津波等が起こり、数知れぬ都市が壊滅した。5年後に地殻変動が止んだ後、120億の世界人口は100分の1にも満たぬ数にまで減少していた。日本列島はメビウスの直撃を受け、ほとんどが海面下に没し、中央の山脈、または何らかの理由で沈没を免れた部分が点々と海から頭を出す多島海と化した。生き残った人々はそこにしがみつくように生きていた。
しかし、やがてこの事態を蔭で操ってきた存在に気がつく。

## 作品
- 『冬の円盤（最終戦争伝説シリーズ）』、白泉社、1977年
- 『自我系の暗黒めぐる銀河の魚』、白泉社、1978年
- 『西の22（最終戦争伝説シリーズ）』、白泉社、1978年
- 『緑の少女』、白泉社、1978年
- 『最終戦争』、東京三世社、1981年 ※のちに秋田書店にて『十蘭』のタイトルで発行
- 『ベルテーンの魔女』、白泉社、1982年
- 『最終戦争伝説（最終戦争伝説シリーズ）』、朝日ソノラマ、1982年 - 1985年、全6巻、※のちに秋田書店にて再発行
- 『雲中飛行』、東京三世社、1983年 ※のちに秋田書店にて『峡-カイ-』のタイトルで発行
- 『笛吹伝説（パトロールシリーズ）』、徳間書店、1982年
- 『影（パトロールシリーズ）』、徳間書店、1982年
- 『ドクター・レイクの休診日（パトロールシリーズ）』、徳間書店、1983年
- 『クレイジー・ドリー（パトロールシリーズ）』、徳間書店、1984年
- 『草原の狼』、東京三世社、1984年 - 1987年、全4巻
- 『ゴドニー&アスールCo.（パトロールシリーズ）』、徳間書店、1985年
- 『風の尖塔（パトロールシリーズ）』、徳間書店、1985年
- 『神聖都市伝説』、白泉社、1986年
- 『十蘭』、秋田書店、1987年
- 『峡-カイ-』、秋田書店、1987年
- 『風の智天使(1)（最終戦争伝説シリーズ）』、秋田書店、1988年
- 『風の智天使(2)（最終戦争伝説シリーズ）』、秋田書店、1988年
- 『最終戦争伝説（最終戦争伝説シリーズ）』、秋田書店、1988年 - 1990年、全6巻
- 『ウォーク・ドンド・ラン（最終戦争伝説シリーズ）』、秋田書店、1990年
- 『午前2時の丘（最終戦争伝説シリーズ）』、秋田書店、1990年
- 『地平線の銀の星（最終戦争伝説シリーズ）』、秋田書店、1990年
- 『メビウスの時間の輪（最終戦争伝説シリーズ）』、新書館、1994年
- 『猿神の迷宮（最終戦争伝説シリーズ）』、メディアファクトリー、2002年
- 『最終戦争 樹海都市伝説』、講談社、2018年 - 電子書籍のみ

### 文庫
- 最終戦争シリーズ　全16巻

色々な出版社にまたがった作品を収録している。